# Tanjungrejo (Badegan)
Tanjungrejo is een bestuurslaag in het regentschap Ponorogo van de provincie Oost-Java, Indonesië. Tanjungrejo telt 2864 inwoners (volkstelling 2010).